# Pfinztal
Pfinztal là một xã thuộc huyện Karlsruhe, Baden-Württemberg, Đức. Đô thị này có diện tích 31,05 km², dân số thời điểm 31 tháng 12 năm 2006 là 17.994 người. Pfinztal bao gồm các làng Wöschbach, Berghausen, Söllingen và Kleinsteinbach, các đơn vị được sáp nhập thành một đô thị vào năm 1974.